# Juan Alvina
Juan Alvina Bezerra (ur. 16 lutego 2003 w Rio de Janeiro) – brazylijski piłkarz występujący na pozycji skrzydłowego, od 2023 roku zawodnik ukraińskiego FK Ołeksandrija.